# H.N.I.C. 3
H.N.I.C. 3 è il terzo album solista del rapper statunitense Prodigy, membro dei Mobb Deep. Pubblicato il 3 luglio del 2012, è distribuito da Infamous Records e RED Distribution. L'album vede la partecipazione di Wiz Khalifa, T.I., Willie Taylor dei Day26 e Havoc.
| Recensione | Giudizio |
| ---------- | -------- |
| AllMusic   | [ 1 ]    |
| HipHopDX   | [ 2 ]    |
| RapReviews | 4/10     |
| Pitchfork  | (5.5/10) |

## Tracce
1. Without Rhyme or Reason – 2:47 (musica: The Alchemist)
2. Slept On – 3:02 (musica: The Alchemist)
3. Pretty Thug – 4:10 (musica: Ty Fyffe)
4. My Angel (featuring Willie Taylor dei Day 26) – 3:58 (musica: Beat Butcha)
5. Co-Pilot (featuring Wiz Khalifa) – 4:30 (musica: The Colombians)
6. Live – 4:26 (musica: The Alchemist)
7. Make It Hot – 4:11 (musica: Young L)
8. Get Money (featuring Boogz Boogetz) – 5:24 (musica: Young L)
9. Life Is What You Make It – 2:21 (musica: S.C.)
10. Award Show Life – 3:35 (musica: S.C.)
11. Who You Bullshittin' (featuring Havoc) – 3:51 (musica: Sid Roams)
12. Skull & Bones – 3:06 (musica: Beat Butcha)
13. Smack That Bitch (featuring Esther) – 5:50 (musica: Valentino)
14. Let Me Show You (featuring Vaughn Anthony) – 4:48 (musica: Ty Fyffe)
15. Gangsta Love (featuring Esther) – 4:26 (musica: Zam)
16. What's Happening (featuring T.I.) – 4:07 (musica: T.I.)

Durata totale: 64:32
Tracce bonus nella deluxe edition
1. Hate to Love You – 3:17 (musica: Maurice "Mo Betta" Brown)
2. Ms. Bad Ass – 2:02 (musica: Oh No)
3. G-Up – 2:43 (musica: Oh No)
4. Serve 'Em – 2:25 (musica: The Alchemist)

## Classifiche

### Classifiche settimanali
| Classifica (2012) | Posizione massima |
| ----------------- | ----------------- |
| US Rap Albums     | 15                |